# Creditrans
Creditrans — единый проездной билет для разных видов транспорта, действующий на территории провинции Бискайя, в Стране Басков (Испания). Это самый распространённый вид проездного билета в регионе — в 2007 году его использовало свыше 100 миллионов пассажиров.

## История
После того, как в 1995 году был построен метрополитен Бильбао, местные власти обратили внимание на недостаточную интеграцию транспортной системы в Бильбао и его пригородах. На тот момент существовало четыре железнодорожные компании (сейчас их число достигло пяти с появлением линии травмая) и две автобусных компании, каждая со своей системой зон и тарифов, различными типами автоматов для продажи билетов и размерами самого билета.
Транспортный консорциум Бискайи (CTB, исп. Consorcio de Transportes de Bizkaia), созданный ранее, в 1975 году, для постройки метрополитена, предпринял попытки исправить ситуацию. В сентябре 2000 года , после адаптации автоматов и информационных систем, были интегрированы системы автобусного сообщения и метрополитена; вскоре к ним присоединилась система оплаты за проезд EuskoTren. В июне 2006 года в систему была интегрирована оплата за проезд в поездах FEVE . Единственной не присоединившейся компанией остаётся RENFE, которая в этом регионе управляет тремя маршрутами пригородных поездов.

## Билет и его использование
Существуют карты «Creditrans» номиналом в 5, 10 и 15 евро. Их можно приобрести в автоматах по продаже билетов (в метро или на остановках травмая), в табачных киосках и банкоматах.
Каждый раз при использовании билета на нём печатается информация о поездке: оператор, день, месяц, час, станция отправления и оставшаяся сумма на счёте. Для автоматической обработки информации предназначена магнитная полоса на обратной стороне билета.
Если на счету заканчиваются деньги, карта «Creditrans» может быть заменена на новую в автоматах по продаже билетов: при этом необходимо вставить в автомат старую карту, чтобы оставшиеся на ней деньги были добавлены к сумме на счету новой карты.

## Виды транспорта
В настоящее время билет действует для следующих видов транспорта:

### Автобусы
- Bilbobus (городские автобусы Бильбао)
- Bizkaibus (междугородние автобусы в провинции Бискайя)
- городские автобусы Лухуа
- городские автобусы Эрандио
- городские автобусы Эчеварри
- Sopelbus, городские автобусы Сопелана (только летом)
- автобусы метро Бильбао: ночные автобусы и маршруты Эчеварри-Басаури и Сантурсе-Кабьесес.

### Железные дороги
- Метро Бильбао
- Трамвай Бильбао (компания EuskoTran)
- EuskoTren, линия 4: Дэусто-Лесама; линия 5: фуникулёр Ларрейнета
- FEVE
- Фуникулёр Арчанда в Бильбао

### Другие
- Бискайский мост (связь между Португалете и Гечо)
- Лифт Эреага, Гечо